# 幾田愛子
幾田 愛子（いくた あいこ、1985年4月15日 - ）は、日本の歌手。奈良県奈良市出身。レコードレーベルはavex trax、事務所はジールアソシエイツに所属。
2003年4月イクタ☆アイコとしてインディーズ扱いでミニアルバム「because」（つくしレコード）をリリース、同年6月シングル「ふたつの景色」でnakedrecordsからメジャーデビューを果たした。2005年12月発売のシングル「zero」より、アーティストネームを本名の幾田愛子に変更。レーベルもavex traxに移る。
2006年4月にリリースされたアルバム「AIKO」には、これまでのシングル曲がすべておさめられ、ベスト盤的な内容である一方、カジヒデキプロデュースによる新作「ティアラ」がリード曲となっている。
以前イクタ☆アイコ時代にはGiRLPOPに連載を持っていた。趣味は犬の世話、ゲーム。

## シングル
1. ふたつの景色 (2003/06/04)
2. Fine,After Rain! (2003/12/17)
3. DREAMSHIP (2004/08/11)　フジテレビ系アニメ「ONE PIECE」エンディングテーマ
4. zero (2005/12/14)　テレビ東京系アニメ「ガラスの仮面」オープニングテーマ

なお、「zero」以前の3枚はCCCD仕様。

## アルバム
- because (2003/04/02) ※2003/3/19に新星堂で先行発売された。
- AIKO (2006/04/26)